# Yasuki Kimoto
Yasuki Kimoto (jap. 木本恭生 Kimoto Yasuki; ur. 6 sierpnia 1993 w Fuji w prefekturze Shizuoka) – japoński piłkarz występujący na pozycji pomocnika, zawodnik Cerezo Osaka.

## Życiorys

### Kariera piłkarska
1 stycznia 2016 podpisał kontrakt z japońskim klubem Cerezo Osaka, umowa do 31 stycznia 2020.

## Sukcesy

### Klubowe
Cerezo Osaka
- Zdobywca Pucharu Japonii: 2017
- Zdobywca Pucharu Ligi Japońskiej: 2017
- Zdobywca Superpucharu Japonii: 2018